# بايان أوبو
بايان أوبو هي منطقة تتبع إدارياً إلى مدينة باوتو غربي منغوليا الداخلية في الصين؛ وهي منطقة تكثر فيها المناجم، إذ أنها غنية بالعناصر الأرضية النادرة؛ واستخرج منها في سنة 2005 حوالي 45% من الإنتاج العالمي من تلك الفلزات.